# أفون (كولورادو)
أفون (بالإنجليزية: Avon, Colorado)‏ هي بلدة تقع في مقاطعة إيغل، كولورادو بولاية كولورادو في الولايات المتحدة. تبلغ مساحتها 20.8 (كم²)، وترتفع عن سطح البحر 2265 م، بلغ عدد سكانها 6447 نسمة في عام 2010 حسب إحصاء مكتب تعداد الولايات المتحدة وتصل الكثافة السكانية فيها 311.4 نسمة/كم2.

## وصلات خارجية
- Town of Avon
- The US50 - Cities and Towns in Colorado State
- Colorado Cities and Towns, Facts, Map, Flag, Colleges, Government, and More